# Кёёрна, Арно Артурович
Арно Артурович Кёёрна (эст. Arno Köörna; 2 февраля 1926, Ныо, Тартумаа — 21 декабря 2017) — советский, эстонский экономист и государственный деятель, президент Эстонской академии наук (1990—1994), депутат Верховного совета СССР 8-го созыва.

## Биография
Окончил среднюю школу № 1 города Тарту (1947) и Тартуский университет (1955), кафедру политической экономии. После окончания университета до 1965 года работал в нём аспирантом, преподавателем, старшим преподавателем, доцентом. Занимался проблемами регионального хозрасчета и научно-технической политики. В 1965—1966 годах — заместитель директора Института экономики АН ЭССР, в 1966—1973 годах — директор института. В 1970 году защитил диссертацию доктора экономических наук «Экономические методы управления качеством продукции в промышленности (методологические проблемы)», в 1972 году получил звание профессора. В 1972 году избран членом-корреспондентом Академии наук Эстонской ССР, в 1975 году — действительным членом.
В 1973—1982 годах — главный секретарь по науке Академии Наук Эстонской ССР, в 1982—1990 — первый вице-президент. В 1990—1994 годах — президент Эстонской академии наук.
Избирался депутатом Верховного совета СССР 8-го созыва (1970—1974), депутатом Верховного Совета Эстонской ССР 10-го и 11-го созывов.
С 1991 года состоял в масонской ложе. С 1998 года работал профессором Европейского университета в Таллине, с 2005 года — профессор-эмерит.
Автор 10 монографий, трёх учебников и 179 статей.
Награждён медалью Эстонской Академии наук (1986) и Орденом Белой звезды III класса (2005).
Скончался 21 декабря 2017 года на 92-м году жизни. Похоронен на Лесном кладбище Таллина.

## Личная жизнь
Супруга — Эха Кёёрна (Линд). Двое детей.